# Patchogue
Patchogue est un quartier du village au sud de Brookhaven à Long Island dans le Comté de Suffolk (New York), de New York, aux États-Unis. Les Patchogue furent une tribu d'amérindiens.

## Personnalités
- Billy Idol, chanteur
- Chrisette Michele, chanteuse
- Jack Giarraputo, producteur associé d'Adam Sandler
- Kevin Connolly, « E » de Entourage
- Leila Kenzle, actrice
- William Patrick Hitler, neveu d'Adolf Hitler